# أنقولية قصيرة القلم
أنقولية قصيرة القلم (الاسم العلمي: Aquilegia brevistyla) هي نوع من النباتات تتبع جنس الأنقولية من الفصيلة الحوذانية.